# Paul Ihuel
Paul Ihuel est un homme politique français né le 2 novembre 1903 à Pontivy (Morbihan) et mort le 22 octobre 1974 à Paris 7e.

## Poste gouvernemental
- Sous secrétaire d'État à l'agriculture du 29 octobre 1949 au 29 juin 1950 dans le gouvernement Georges Bidault (2)

## Mandats nationaux
- Député du Morbihan de 1936 à 1940 et de 1946 à 1974. Il siège comme apparenté aux Républicain indépendant d'action sociale[2] puis après 1945 comme Mouvement républicain populaire. Prisonnier de guerre, il ne prend pas part au vote des pleins pouvoirs au maréchal Pétain[2] .

Alors député, il se fait remarquer en décembre 1936 avec le député du Finistère Louis Monfort en perturbant l'une des projections du film Tout va très bien madame la marquise pour protester selon eux contre l'image qu'il rendait de la Bretagne.
Toujours en 1936, à la Chambre des Députés, il est l'interlocuteur de Marx Dormoy qui lui lance "Un juif vaut bien un breton!".

## Mandats locaux
- Maire de Berné de 1947 à 1974
- Conseiller général du canton du Faouët de 1945 à 1974
- Président du Conseil général du Morbihan de 1946 à 1964

En 1951, il est vice-président du Comité d'étude et de liaisons des intérêts bretons (CELIB), avec François Tanguy-Prigent et André Morice, le président étant René Pleven.
En 1957, il est membre du Haut-Comité régional de patronage de la Fondation culturelle bretonne.

## Sources
- « Paul Ihuel », dans le Dictionnaire des parlementaires français (1889-1940), sous la direction de Jean Jolly, PUF, 1960 [détail de l’édition]